# ジョシの制服
『ジョシの制服』（ジョシのせいふく）は、サカモトミクによる日本の漫画作品。
『別冊花とゆめ』にて2010年7月号から10月号まで全4話が連載された。単行本は全1巻。

## あらすじ
一人暮らしを始めた途端リストラに遭ってしまった砂原翼。愛猫・殿との生活のために、職歴を偽ってまで採用されたのは、制服作り専門の会社だった。

## 登場人物
砂原 翼（さはら つばさ）
23歳。デブ猫・殿を溺愛しており、毎日殿の様子をブログに書いている。ブログのためにウェブデザインのスキルを培ったが、突然リストラされてしまい、100社目でデザイン会社「Beauty Basic」に再就職が決まる。服飾デザインは全くの素人だが、殿の餌代のためにもと粘り、クビを免れる。毎日どんな服を着るか考えなくてもいいという理由で制服好きの、ズボラな女子力ゼロの女。
天童 良美（てんどう よしみ）
制服製作会社「Beauty Basic」代表兼デザイナー。妥協知らず。動物恐怖症。
北王子 穣（きたおうじ じょう）
「Beauty Basic」デザイナー。天童・葵とは、高校からの付き合い。
小町 葵（こまち あおい）
「Beauty Basic」営業・事務。美人。天童とは中学から、穣とは高校からの付き合い。女磨きのプロ。
季衣（きい）
翼の親友。同人誌を作るほどの「Beauty Basic」の制服の大ファン。

## 書誌情報
『ジョシの制服』 サカモトミク 白泉社〈花とゆめコミックス〉 全1巻
1. 2010年12月17日発売 ISBN 978-4-592-19208-4